# Thomas de Boisgelin de Kerdu
Pour les autres membres de la famille, voir Famille de Boisgelin.
Thomas-Pierre-Antoine de Boisgelin de Kerdu, né en 1754 et mort en 1792, est un ecclésiastique français.

## Biographie
Vicaire général de son oncle Jean de Dieu-Raymond de Boisgelin de Cucé, archevêque d'Aix-en-Provence. Il est désigné comme agent général du clergé de France le 4 juin 1780 conjointement avec Talleyrand. Abbé commendataire de l'abbaye de Mortemer en 1782, la même année il est secrétaire de l'« Assemblée générale extraordinaire du clergé » qui se tient à Paris.
Dans le même temps, l'abbé de Boisgelin a pour maîtresse Anne Couppier de Romans, une ancienne maîtresse de Louis XV. Surpris avec elle, le scandale remonte jusqu'au ministre Maurepas et lui coûte vraisemblablement la mitre d'évêque, à la colère de son oncle. Discrédité, il laisse alors Talleyrand assumer seul sa charge.
Il meurt à la prison de l'Abbaye en 1792, durant les massacres de Septembre.